# Quelli belli... siamo noi
Quelli belli... siamo noi è un film del 1970 diretto da Giorgio Mariuzzo.

## Trama
Il giovane Maurizio si innamora di una giovane siciliana, ma il padre della ragazza ha già scelto un fidanzato e promesso sposo per lei.